# Delwa Kassiré Koumakoye
Nouradine Delwa Kassiré Koumakoye (født 31. december 1949) er en tchadisk politiker. Han er partileder for Rassemblement national pour le développement et le progrès (VIVA-RNDP), og har siden 26. februar 2007 været premierminister i Tchad. Han efterfulgte Pascal Yoadimnadji, som havde afgået med døden fire dage tidligere. Koumakoye satte sig også i regeringen i 1980'erne og tidligt i 1990'erne, og var premierminister også i perioden 6. november 1993, til 8. april 1995.
I præsidentvalget, som blev afholdt 3. maj 2006, som blev boykottet af de fleste oppositionelle, kom Koumakoye på andenplads med 15,13 % af stemmerne, langt efter Déby. 29. maj, kort tid efter det endelige valgresultat forelå, gratulerede han Déby med valgsejren. I august 2006 blev Koumakoye minister for departementet for regional planlægning, byplanlægning og boliger, en stilling han havde indtil han blev udnævnt til premierminister for anden gang i februar 2007.